# Wahlliste der unselbständig Erwerbenden und Kleinbauern
Die Wahlliste der unselbständig Erwerbenden und Kleinbauern war eine vom Arbeiterverband im Fürstentum Liechtenstein aufgestellte Liste zur Landtagswahl am 15. Februar 1953.
Sie sollte die Vertretung der Arbeiter sicherstellen, nachdem 1949 kein Vertreter des Arbeiterstandes in den Landtag des Fürstentums Liechtenstein gewählt worden war. Die Wahlliste scheiterte deutlich an der damaligen Sperrklausel von 18 % und errang damit kein Mandat. Die Wahlliste trat bei keiner weiteren Landtagswahl mehr an.